# Telesto (vệ tinh)
Telesto (/təˈlɛstoʊ/ tə-LES-tohtə-LES-toh, tiếng Hy Lạp: Τελεστώ) là một vệ tinh tự nhiên của Sao Thổ. Nó được phát hiện ra bởi Smith, Reitsema, Larson và Fountain vào năm 1980 từ những quan sát trên mặt đất, và được đặt ký hiệu tạm thời là S/1980 S 13. Trong những tháng tiếp theo, một vài sự xuất hiện khác đã được quan sát: S/1980 S 24, S/1980 S 33, và S/1981 S 1.
Vào năm 1983, nó chính thức được đặt tên theo Telesto trong thần thoại Hy Lạp. Nó cũng được đặt ký hiệu chính thức là Saturn XIII (13) hoặc Tethys B.
Telesto có quỹ đạo chung với vệ tinh Tethys, ở bên trong điểm Lagrange (L4) của vệ tinh Tethys. Mối quan hệ này lần đầu được phát hiện bởi Seidelmann và các cộng sự vào năm 1981. Một vệ tinh khác, vệ tinh Calypso, ở bên trong điểm Lagrange khác của Tethys, 60 độ ở hướng còn lại từ Tethys. Hệ thống Sao Thổ có hai vệ tinh Troia thêm vào nữa.

## Khám phá
Tàu thăm dò Cassini thực hiện một chuyến bay qua Telesto vào ngày 11 tháng 10 năm 2005. Các bức ảnh là kết quả của chuyến bay qua cho thấy một bề mặt nhẵn phẳng tới mức ngạc nhiên, hoàn toàn không có các hố va chạm nhỏ.

## Trích dẫn
1. ↑   Transactions of the International Astronomical Union, Vol. XVIIIA, 1982 (confirms Janus, names Epimetheus, Telesto, Calypso) (mentioned in IAUC 3872)

1. ↑  
NASA Celestia
Lưu trữ ngày 9 tháng 3 năm 2005 tại Wayback Machine
2. 1 2  Thomas 2010.
3. ↑  Hamilton.
4. ↑  IAUC 3466.
5. ↑  IAUC 3484.
6. ↑  IAUC 3605.
7. ↑  IAUC 3593.
8. ↑  Seidelmann Harrington et al. 1981.